# Ozzy și Drix
Ozzy și Drix (în engleză: Ozzy și Drix) este un serial de animație de televiziune bazat pe filmul Osmosis Jones de Warner Bros. și produs de Warner Bros. Animation. Serialul are loc în corpul adolescentului Hector Cruz (spus de personaje ca "orașul lui Hector"). Serialul a avut premiera pe 14 septembrie 2002 pe Kids' WB, ultimul episod difuzându-se pe 5 iulie 2004. Spre deosebire de filmul original, serialul este din întregime animat. Distribuția serialului include pe Phil LaMarr înlocuindu-l pe Chris Rock ca Osmosis Jones și Jeff Bennett înlocuindu-l pe David Hyde Pierce ca Drix. De asemenea, serialul este mai puțin violent decât filmul și personajele sunt tratate ca oameni și nu ca niște simple celule. Noi personaje le înlocuiesc pe cele din film, de exemplu Maria Amino înlocuind-o pe Leah Estrogen și Primarul Spryman înlocuindu-l pe Primarul Phlegmming.
În România, serialul a avut premiera pe Cartoon Network pe 29 septembrie 2003, însă sezonul 2 nu a fost niciodată difuzat.

## Despre serial
Un an după ce Ozzy și Drix l-au învins pe Thrax și l-au salvat pe Frank de la moarte în Osmosis Jones, ei fugăresc o bacterie de scarlatină. În timpul fugăririi, Ozzy, Drix și germenul sunt supți din Frank de o muscă și ajung într-un adolescent numit Hector Cruz. După câteva probleme cu noua lor casă, cei doi sunt instalați ca detectiv particular, promițând să apere bunăstarea lui Hector de orice amenințare virală.

## Episoade
| Premiera originală | Premiera în România | Nr | Titlu român         | Titlu englez                                         |
| ------------------ | ------------------- | -- | ------------------- | ---------------------------------------------------- |
|                    |                     |    |                     |                                                      |
| PRIMUL SEZON       |                     |    |                     |                                                      |
|                    |                     |    |                     |                                                      |
| 14.09.2002         | 29.09.2003          | 01 | Acasă cu Hector     | Home With Hector                                     |
|                    |                     |    |                     |                                                      |
| 21.09.2002         | 30.09.2003          | 02 | Reflex              | Reflex                                               |
|                    |                     |    |                     |                                                      |
| 28.09.2002         | 01.10.2003          | 03 | Frizură păduchioasă | A Lousy Haircut                                      |
|                    |                     |    |                     |                                                      |
| 05.10.2002         | 02.10.2003          | 04 | Deget streptococ    | Strep-Finger                                         |
|                    |                     |    |                     |                                                      |
| 12.10.2002         | 03.10.2003          | 05 | Câinele meu         | Oh My Dog                                            |
|                    |                     |    |                     |                                                      |
| 19.10.2002         | 06.10.2003          | 06 |                     | Street Up                                            |
|                    |                     |    |                     |                                                      |
| 09.11.2002         | 07.10.2003          | 07 | Unde-i fum          | Where There’s Smoke                                  |
|                    |                     |    |                     |                                                      |
| 16.11.2002         | 08.10.2003          | 08 | Gazul osândei       | Gas Of Doom                                          |
|                    |                     |    |                     |                                                      |
| 30.11.2003         | 09.10.2003          | 09 |                     | The Globfather                                       |
|                    |                     |    |                     |                                                      |
| 07.12.2002         | 10.10.2003          | 10 | Fabrica de vise     | The Dream Factory                                    |
|                    |                     |    |                     |                                                      |
| 01.02.2003         | 13.10.2003          | 11 | Șocul zahărului     | Sugar Shock                                          |
|                    |                     |    |                     |                                                      |
| 08.02.2003         | 14.10.2003          | 12 | Ozzy Jr.            | Ozzy Jr.                                             |
|                    |                     |    |                     |                                                      |
| 01.03.2003         | 15.10.2003          | 13 | Creștere            | Growth                                               |
|                    |                     |    |                     |                                                      |
| SEZONUL 2          |                     |    |                     |                                                      |
|                    |                     |    |                     |                                                      |
| 23.08.2003         |                     | 14 |                     | An Out Of Body Experience                            |
| 30.08.2003         |                     | 15 |                     | An Out Of Body Experience                            |
|                    |                     |    |                     |                                                      |
| 06.09.2003         |                     | 16 |                     | Lights Out!                                          |
|                    |                     |    |                     |                                                      |
| 13.09.2003         |                     | 17 |                     | The Conqueror Worm                                   |
|                    |                     |    |                     |                                                      |
| 20.09.2003         |                     | 18 |                     | Puberty Alert                                        |
|                    |                     |    |                     |                                                      |
| 27.09.2003         |                     | 19 |                     | Tricky Ricardo                                       |
|                    |                     |    |                     |                                                      |
| 04.10.2003         |                     | 20 |                     | Aunti Histamine                                      |
|                    |                     |    |                     |                                                      |
| 11.10.2003         |                     | 21 |                     | A Growing Cell                                       |
|                    |                     |    |                     |                                                      |
| 25.10.2003         |                     | 22 |                     | A Cold Day In Hector                                 |
|                    |                     |    |                     |                                                      |
| 14.06.2003         |                     | 23 |                     | Supplements (a.k.a. Triumph Of The Supplements)      |
|                    |                     |    |                     |                                                      |
| 21.06.2003         |                     | 24 |                     | Double Dose (a.k.a. Ozzy And Ozzy)                   |
|                    |                     |    |                     |                                                      |
| 28.06.2003         |                     | 25 |                     | Nature Calls                                         |
|                    |                     |    |                     |                                                      |
| 05.07.2003         |                     | 26 |                     | Cavities (a.k.a. Journey To The Center Of The Tooth) |
|                    |                     |    |                     |                                                      |

## Legături externe
- Ozzy și Drix la Internet Movie Database
- Ozzy și Drix la Big Cartoon DataBase